# Geschichte von Lagos
Die Geschichte von Lagos, der größten Stadt der Bundesrepublik Nigeria, wurde geprägt durch die Zeit als „Sklavenküste“ bis 1850, die britische Kolonialzeit bis 1960 und die Zeit nach der Erlangung der Unabhängigkeit.

## Anfänge

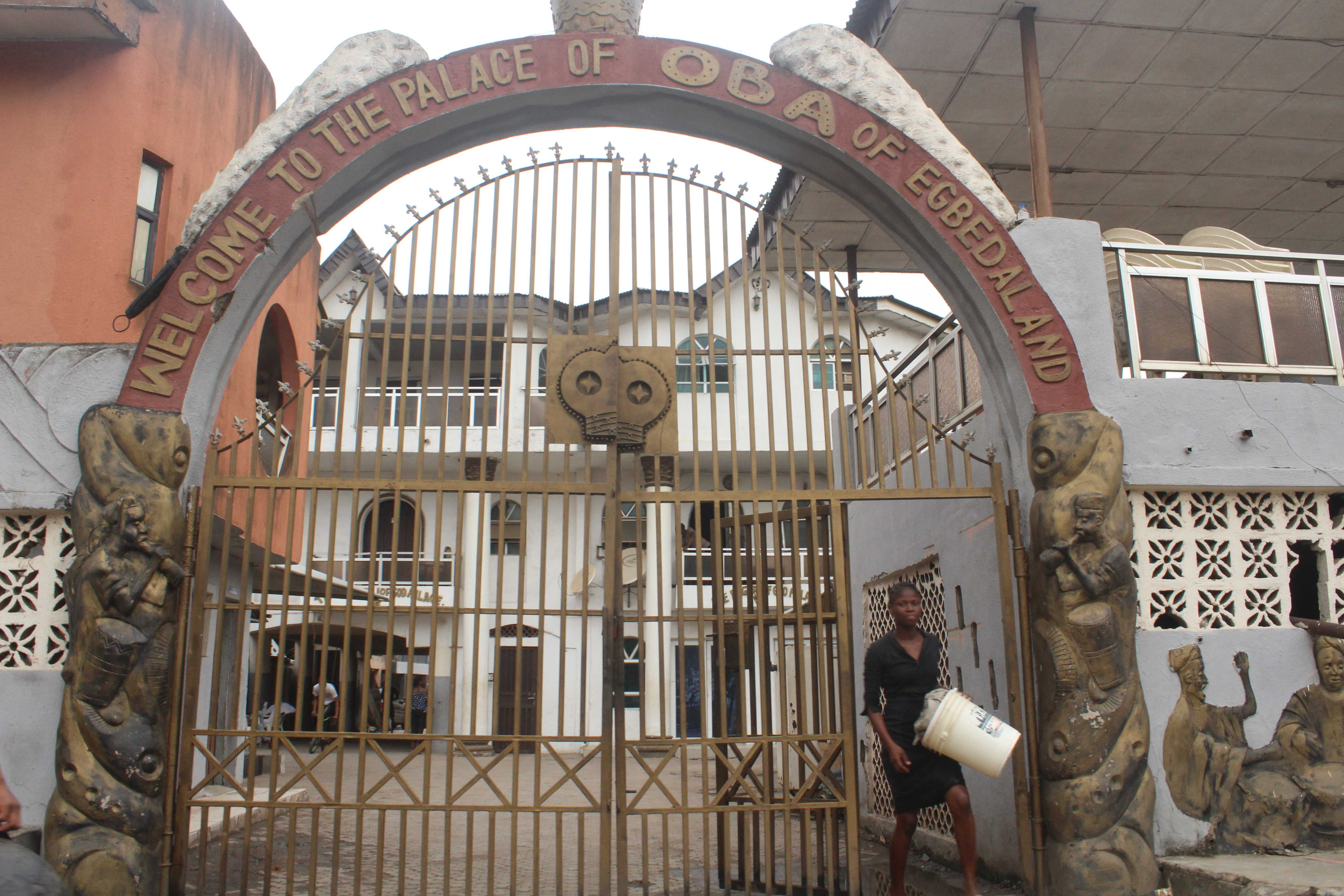
Palast des Oba (Königs) von Lagos, Iga Idunganran

Die Insel Iddu/Iddo, die heute Teil des Festlandes ist, wurde wahrscheinlich im 14. Jahrhundert von Bauern und Fischern des Volks der Awori besiedelt. Ihr Herrscher Olofin teilte die Insel unter seinen zehn Söhnen auf. Einer von ihnen, Aromire, pflanzte auf der nahegelegenen Insel Lagos Pfeffer an. Der später an dieser Stelle errichtete Palast des Oba (Königs) der Yoruba, der Iga Idunganran, heißt darum wörtlich übersetzt: „Pfefferfarmpalast“.
Aufgrund einer Auseinandersetzung zwischen Olofin und einer wohlhabenden Frau namens Aina mischte sich der Oba von Benin in die Angelegenheiten der Insel Iddo ein. Der Oba schickte Abgesandte, um der Bitte Ainas nachzukommen, den Streitfall zu untersuchen. Die Männer, die mit einem Kanu ankamen, hielten die Fischereiutensilien am Ufer aus der Ferne für Zeichen der Kriegsbereitschaft. Als sie zum Oba zurückkehrten, berichteten sie ihm von ihren Erkenntnissen, und er schickte sie in der Annahme einer Herausforderung mit Verstärkung zurück in den Kampf. Aseru, ein Kriegshäuptling, der vom Oba als Verstärkung geschickt worden war, blieb nach der Niederlage und Gefangennahme von Olofin auf der Insel Iddo zurück. Er zog weiter in den Krieg gegen andere Nachbarstädte und kam bis nach Iseri, wo er schließlich starb. Ein Mann namens Asipa brachte seinen Leichnam dann zurück nach Benin. Für seine Tat belohnte ihn der Oba, indem er ihn zum Gouverneur der Insel Iddo ernannte. Außerdem erhielt er die königliche Trommel (Gbedu), die von den Obas von Lagos bis zum heutigen Tag geschlagen wird. Sein Sohn Ado wurde der erste König von Lagos, und sein Geschlecht führt die Linie der Obas von Lagos bis zum heutigen Tag fort.

## Eintreffen der Europäer

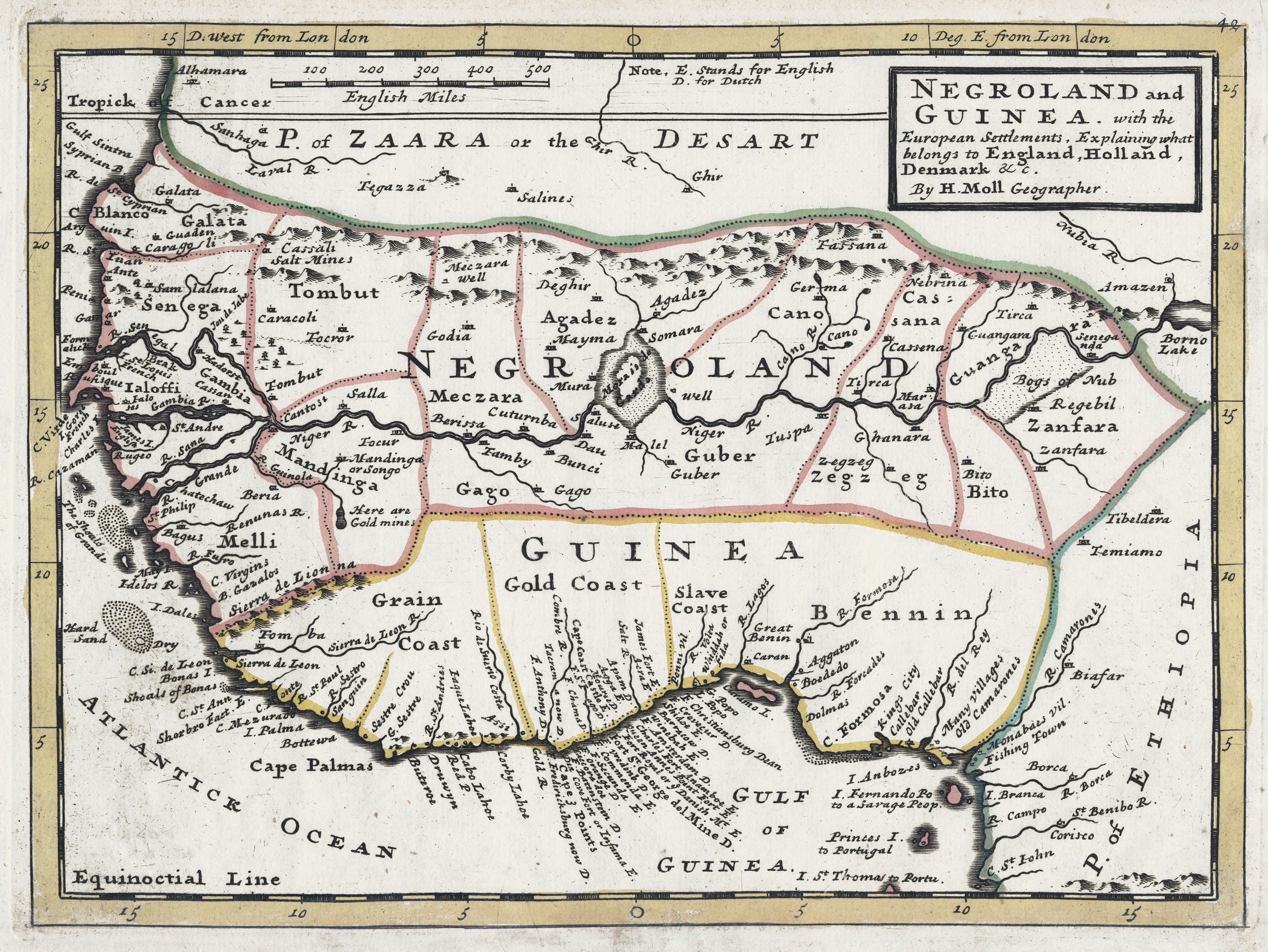
Karte von Westafrika von 1727

1472 landete der portugiesische Seefahrer Rui de Sequeira an der Küste von Eko und nannte die Siedlung zuerst Lago de Curamo. Anschließend wurde die Insel zu einer Handelsniederlassung ausgebaut, die dann den Namen Lagos erhielt, benannt nach der Hafenstadt Lagos im Süden Portugals.
Die vielen verzweigten Lagunen vor Lagos waren nützlich für den atlantischen Sklavenhandel mit den Portugiesen. Im Jahr 1704 lud Oba Akinsemoyin portugiesische Sklavenhändler nach Eko ein. Dies begründete den Sklavenhandel in Lagos, das als Handelszentrum florierte und seinen Einfluss und seine Beziehungen zu den Nachbarn, einschließlich Badagry, ausbaute. Der Grundstein für die Palastmauern von Iga-Idunganran wurde zu dieser Zeit gelegt, und das Dach wurde mit Ziegeln gedeckt, die von den portugiesischen Sklavenhändlern geschenkt wurden. Es war eine friedliche Zeit, in der die Freundschaft und der Handel zwischen allen Beteiligten fest etabliert waren, und der Einfluss von Isale Eko als Hauptstadt des neuen Handelszentrums wuchs. Zur Zeit der Herrschaft des nächsten Königs hatten die Ijebu begonnen, ihre Produkte in Eko zu handeln. Bohnen, Palmöl und Palmkerne wurden u. a. gegen Spirituosen, Tabak, Schießpulver und Stoffe getauscht. Dank der Macht und des Einflusses von Oba Ologunkutere wurden Rebellionen gegen die Tributzahlungen von innen heraus unterdrückt und eine Invasion von Dahomey in Badagry abgewendet. Er führte auch die erblichen Titel der Eko-Häuptlinge ein. Durch kleine und große Intrigen, Kriege zwischen den Stämmen und Veränderungen wuchs und veränderte sich Isale Eko. Der Sklavenhandel blühte weiter auf, und während der Herrschaft von Oba Adele wurde der Islam in der Region eingeführt.
Anfang des 19. Jahrhunderts änderte sich die Einstellung Großbritanniens zum Sklavenhandel. Es erklärte ihn für ungesetzlich und die Staaten des Südens mussten sich auf legitimen Handel insbesondere mit Palmöl umstellen. Palmöl wurde als Lampenöl verwendet und nach der Erfindung der Margarine auch für die Margarineherstellung.
Mit dem Verbot des Sklavenhandels (nicht der Sklaverei) im Jahr 1807 durch Großbritannien verlagerte sich das britische Interesse an Nigeria auf Palmöl zur Verwendung in Seifen und als Schmiermittel für Maschinen. Die Abolition in Großbritannien war jedoch einseitig, und viele andere Länder traten an ihre Stelle. Europäische Unternehmen und Schmuggler betrieben den atlantischen Sklavenhandel weiter. Das britische Westafrika-Geschwader versuchte, die Schmuggler auf See abzufangen. Die geretteten Sklaven wurden nach Freetown gebracht, einer Kolonie in Westafrika, die ursprünglich von Leutnant John Clarkson für die Umsiedlung von Sklaven gegründet worden war, die von Großbritannien nach dem Amerikanischen Revolutionskrieg in Nordamerika freigelassen worden waren.
Großbritanniens Westafrika-Geschwader verfolgte zu Beginn des 19. Jahrhunderts portugiesische, amerikanische, französische und kubanische Sklavenschiffe und schloss mit viel Hartnäckigkeit Anti-Sklaverei-Verträge mit Küstenhäuptlingen entlang der westafrikanischen Küste von Sierra Leone über das Nigerdelta bis in den Süden des Kongo. Die Inseln, Lagunen und Deltaarme der nigerianischen Küste erwiesen sich mit ihren unzähligen Buchten, mäandernden Kanälen und grassierenden Tropenkrankheiten als schwierig zu kontrollieren. Lagos blieb darum bis ins Jahr 1840 ein lebhafter Umschlagsplatz im Sklavenhandel.

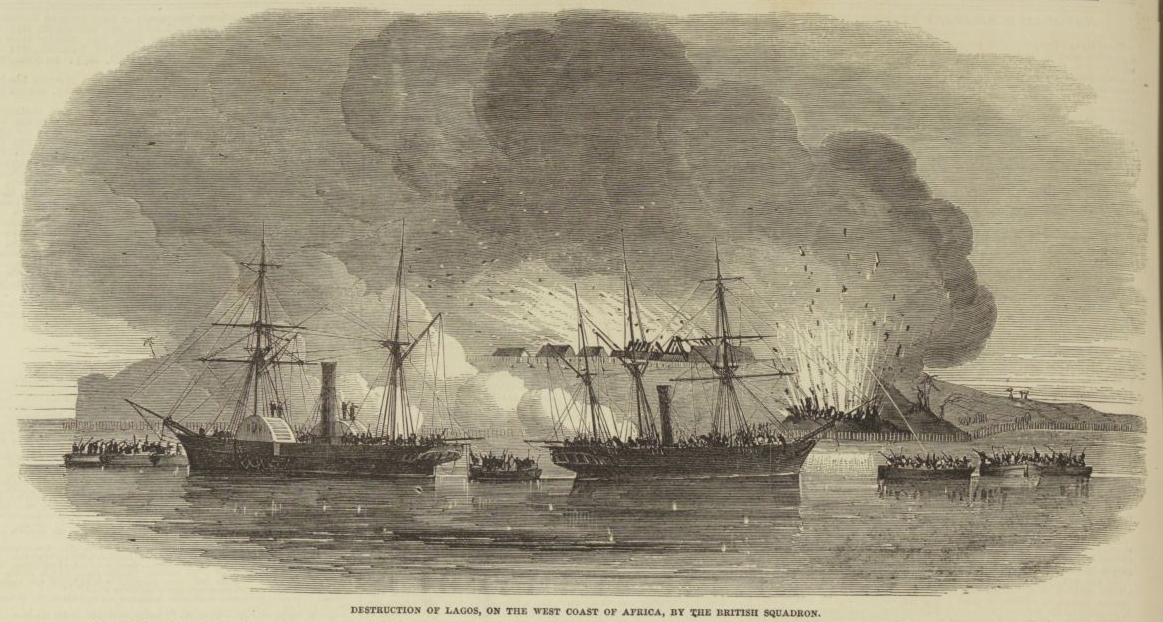
Beschießung von Lagos durch die Briten 1852

Ab Mitte des 19. Jahrhunderts begannen die Briten im Verein mit der Durchsetzung des Verbots der Sklaverei und der Durchsetzung ihrer – nun veränderten – Handelsinteressen direkten Einfluss auf die Staaten des südlichen Nigeria zu nehmen. Die Abschaffung bzw. Bekämpfung des (transatlantischen) Sklavenhandels durch die Briten stürzte das Königreich Oyo in eine Krise, die letztlich zum Bürgerkrieg innerhalb des Yorubagebietes führte. Bis in die 1860er Jahre hinein blieb Nigeria aber trotz der britischen Maßnahmen eine Quelle von Sklaven für die Märkte Nord- wie Südamerikas. Insbesondere die Yorubakriege nach dem Zerfall Oyos wurden zur ständigen Quelle kriegsgefangener Menschen für die Sklavenmärkte.
1841 kam König Akitoye an die Macht und bemühte sich, den Sklavenhandel zu unterbinden, wurde aber vier Jahre später von seinem Neffen Kosoko gestürzt. Er floh zum britischen Konsul John Beecroft und bat ihn um Unterstützung. Die Bedingung für die britische Unterstützung war, den Sklavenhandel in Lagos zu beenden. Am 26. und 27. Dezember 1851 griffen die Briten Lagos Island mit fünf Schlachtschiffen an und besiegten Kosokos Armee. Kosoko selbst floh verwundet nach Epe. 1852 wurde Akitoye wieder als König eingesetzt, starb jedoch im gleichen Jahr.

## Lagos als Koloniehauptstadt

### Lagos wird britischer Marinestützpunkt
Die Royal Navy nutzte ursprünglich den Hafen der vor Nigeria liegenden, spanischen Insel Fernando Po (heute Bioko, Äquatorialguinea) als extraterritoriale Operationsbasis. 1855 beanspruchte Spanien diesen Hafen für sich. Die Royal Navy musste daher einen anderen Marinestützpunkt suchen. Diesen fand man in der strategisch günstig gelegenen Insel Lagos (eine Stadt Lagos gab es noch nicht).
Die Insel Lagos war (bevor sie durch Aufschüttungen mit der Insel Ikoyi vereint wurde) mit 9 km2 etwas kleiner als die deutsche Halig Hooge und wurde so wie diese einige Male im Jahr überflutet („Land unter“). Sie war jedoch leicht zu verteidigen und erlaubte die effiziente Kontrolle über die Mündung der Lagos-Lagune bzw. eines beträchtlichen Küstenabschnitts von Nigeria.
Der Häuptling oder „König“ von Lagos dürfte nur über einige Dutzend Untertanen regiert haben. Jedenfalls war er im Vergleich zu den benachbarten Königen von Ijebu, Benin oder Oyo ein eher unbedeutender Herrscher und musste sich hauptberuflich als Bauer ernähren, da er wegen der Abwesenheit einer Geldwirtschaft keine Steuern eintrieb. Seine Rolle beschränkte sich auf zeremonielle und richterliche Aufgaben.
König Akitoye war inzwischen verstorben. Der 1851 vertriebene König Kosoko von Lagos drohte daraufhin, mit Hilfe französischer Kolonialtruppen, die in Ouidah im heutigen Benin stationiert waren, wieder die Herrschaft in Lagos zu übernehmen. Der Amerikanische Bürgerkrieg, in dem es zentral um die Frage der Sklaverei ging, machte den Machtkampf um Lagos besonders dringlich. Daraufhin traf Lord Palmerston (britischer Premierminister) die Entscheidung, dass es „zweckmäßig sei, keine Zeit zu verlieren und das formale Protektorat von Lagos zu übernehmen“. William McCoskry, der amtierende Konsul in Lagos, berief zusammen mit Kommandant Bedingfield am 30. Juli 1861 ein Treffen mit Oba Dosunmu, dem Nachfolger von Oba Akitoye, an Bord der HMS Prometheus ein, bei dem die britischen Absichten erläutert wurden und eine Antwort auf die Bedingungen bis August 1861 verlangt wurde. Dosunmu widersetzte sich den Vertragsbedingungen, doch unter der Drohung, Lagos durch Commander Bedingfield bombardieren zu lassen, lenkte Dosunmu ein und unterzeichnete den Lagos-Abtretungsvertrag.

### Handelszentrum und Kronkolonie

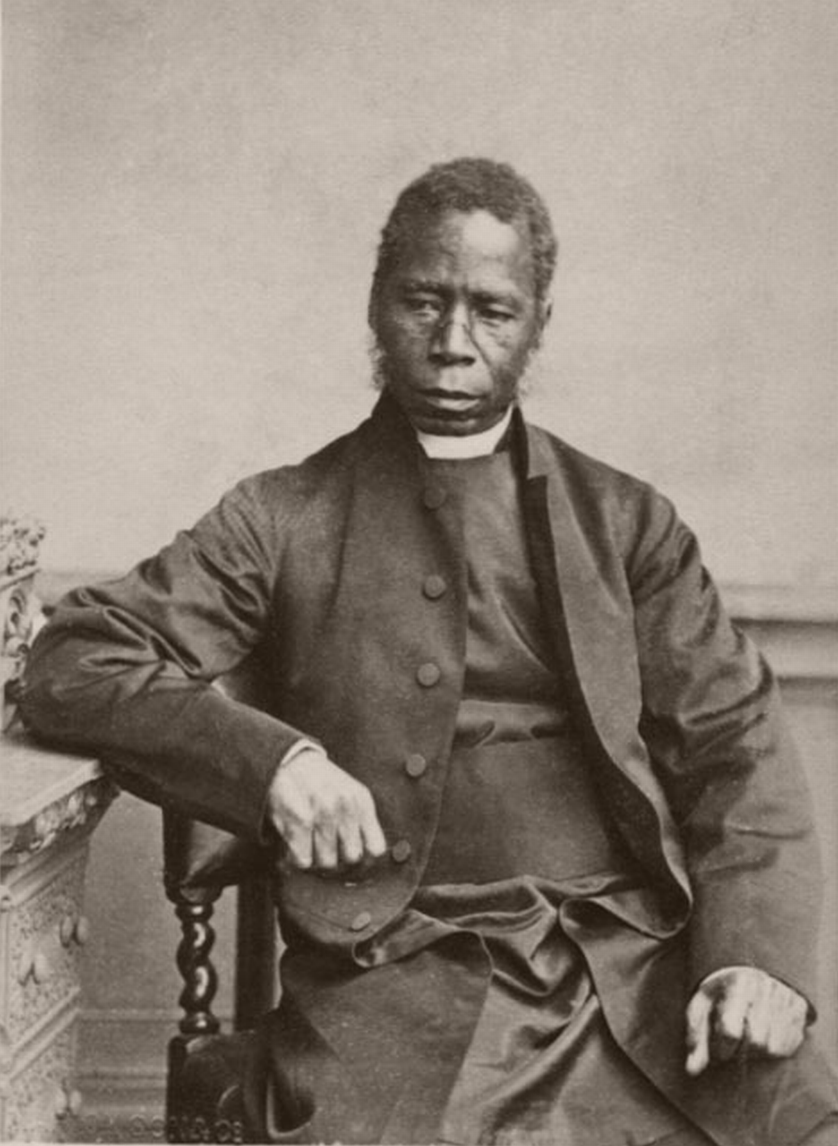
Bischof Samuel Ajayi Crowther

Dosunmu blieb mit eingeschränkter Macht Oba und erhielt ein jährliches Gehalt von 1200 Säcken Kaurigeld. Am 1. Januar 1862 wurde Lagos mit erweiterten Gebiet zum Protektorat, das erst von Freetown, dann von Accra aus verwaltet wurde, 1886 zur eigenständigen Kronkolonie Lagos.
Folgendes muss klargestellt werden: die Stadt Lagos wurde nie gegründet, sie entstand gewissermaßen von selbst durch die Nähe der Royal Navy. Dafür gab es drei Gründe:
1. Piraten wurden von der Royal Navy ferngehalten.[8] Damit entstand eine größere Rechtssicherheit rund um die Insel Lagos und damit wiederum Vorteile für diese als Handelsort.
2. Im Wirkungsbereich der Royal Navy war Sklavenhandel verboten. Für entlaufene Sklaven bedeutete dies, dass sie hier nicht wieder eingefangen werden konnten. Rund um Lagos waren sie also de facto frei.
3. Die Royal Navy war ein regelmäßiger und zahlungskräftiger Kunde für alle Produkte, die auf Kriegsschiffen benötigt wurden, bevor sie wieder ausfuhren, oder die bei Landgang verzehrt wurden: Frischwasser, vitaminhaltige Südfrüchte zur Vermeidung von Skorbut, Frischfleisch etc. Die Briten brachten zu diesem Zeitpunkt also eine wirtschaftliche Belebung rund um die zuvor unbedeutende Laguneninsel.

Man kann dem Vereinigten Königreich darum rund um 1861 noch keinen kolonialen „Masterplan“ zur von Lagos ausgehenden Eroberung Nigerias bis 1903 unterstellen (wie dies im Standardwerk zur nigerianischen Geschichte A History of Nigeria von Toyin Falola suggeriert wird). Das Entstehen und das zügige Wachstum der Stadt Lagos war zuerst eine Nebenwirkung der britischen Flottenpolitik und nicht ein eigenständiges Ziel der Regierung in Whitehall. Vorerst ging es Großbritannien nur um einen zuverlässigen Marinestützpunkt im Golf von Guinea.
Der wirtschaftliche Aufschwung zog allerdings Immigranten an. Zu den Einwanderern aus ganz Nigeria und anderen westafrikanischen Ländern gesellten sich die als Kreolen bezeichneten ehemaligen Sklaven, die aus Freetown, Sierra Leone, Brasilien und von den Westindischen Inseln nach Lagos kamen. Die Kreolen trugen zur Modernisierung von Lagos bei, und ihre Kenntnisse der portugiesischen Architektur sind noch heute an der Architektur auf Lagos Island zu erkennen. Portugiesische Familiennamen wie da Silva, da Costa und Pereira sind darum nicht nur häufig zu finden, sondern zählen zu den ältesten und angesehensten Familien der Stadt. Seit dem 19. Jahrhundert verwandelte sich Lagos allmählich in einen Schmelztiegel von Afrikanern und Europäern.
1869 wurde in Lagos die Cathedral Church of Christ gegründet. Fünf Jahre zuvor war Samuel Ajayi Crowther der erste afrikanische Bischof der Anglikanischen Kirche geworden. Gegen den Willen der Kolonialregierung zogen Missionare von Lagos aus ins von den Yoruba bewohnte Hinterland und gründeten Missionsschulen. Crowther alfabetisierte auch die Yoruba-Sprache.

### Ausbreitung und Kommerzialisierung
Als Kolonie wurde Lagos nun direkt von Großbritannien geschützt und regiert. Die in der Kolonie geborenen Afrikaner waren britische Untertanen mit vollen Rechten, einschließlich des Zugangs zu den Gerichten. Im Gegensatz dazu waren die Afrikaner in den späteren Protektoraten Süd- und Nordnigeria zwar geschützte Personen, unterstanden aber weiterhin der Gerichtsbarkeit ihrer traditionellen Herrscher.
Obwohl der Sklavenhandel unterdrückt und die Sklaverei im britischen Hoheitsgebiet illegal war, wurde die Sklaverei in der Region weiter betrieben. Lagos wurde als Zufluchtsort für entlaufene Sklaven angesehen, die für die Verwaltung ein Problem darstellten. Gouverneur McCoskry richtete ein Gericht ein, das sich mit Fällen von Misshandlungen von Sklaven und entlaufenen Sklaven aus dem Landesinneren befasste, und gründete eine „Liberated African Yard“, um freigelassenen entlaufenen Sklaven Arbeit zu geben, bis sie in der Lage waren, für sich selbst zu sorgen. Er war nicht der Ansicht, dass die Abschaffung der Sklaverei in der Kolonie praktikabel sein würde.
McCoskry und Kaufleute in der Kolonie lehnten die Aktivitäten der Missionare ab, die ihrer Meinung nach den Handel beeinträchtigten. Bereits 1855 gehörte McCoskry zu den Unterzeichnern einer Petition, mit der die Rückkehr von zwei Missionaren, die in Urlaub gegangen waren, nach Lagos verhindert werden sollte.
Im Jahr 1872 zählte die Kolonie über 60.000 Einwohner, von denen weniger als 100 europäischer Herkunft waren. Im Jahr 1876 beliefen sich die Einfuhren auf 476.813 £ und die Ausfuhren auf 619.260 £.
Der Kolonie war es weitgehend gelungen, die Sklaverei abzuschaffen, und sie hatte sich zu einer wohlhabenden Handelsgemeinschaft entwickelt, doch bis zum Beginn des europäischen Wettlaufs um Afrika betrachtete die britische Regierung die Kolonie Lagos in gewisser Hinsicht als gescheitert. Die Briten hatten sich gescheut, sich in die Politik des Hinterlandes einzumischen, und der Verdrängungswettbewerb zwischen britischen und französischen Unternehmen entlang des Nigers hatte verhindert, dass die Kolonie nennenswerte Gewinne abwarf.
1877 begannen im Yorubagebiet Unabhängigkeitsbestrebungen einzelner Stämme (z. B. der Ekiti), die von Händlern in Lagos mit Geld und westlichen Waffen unterstützt wurden. Die Kämpfe dauerten 16 Jahre. Die Regierung von Lagos, die damals Accra an der Goldküste unterstellt war, wurde angewiesen, sich vorläufig aus dem Konflikt herauszuhalten.
Aus Sorge über den wachsenden Einfluss der Franzosen im nahe gelegenen Dahomey richteten die Briten 1890 einen Posten in Ilaro ein. Am 13. August 1891 wurde ein Vertrag unterzeichnet, der das Königreich Ilaro unter den Schutz der britischen Königin stellte.
Als Gouverneur Gilbert Thomas Carter 1891 eintraf, verfolgte er eine aggressive Politik. Im Jahr 1892 griff er Ijebu an und unternahm 1893 eine Reise durch das Yorubaland, bei der er Verträge unterzeichnete, die Armeen zur Auflösung zwang und den Weg für den Bau einer Eisenbahnlinie von Lagos nach Ibadan ebnete. So unterzeichnete Carter am 3. Februar 1893 einen Schutzvertrag mit dem Alafin von Oyo und am 15. August 1893 unterzeichnete der amtierende Gouverneur George Chardin Denton ein Protektoratsabkommen mit Ibadan. Nach der Bombardierung von Oyo im Jahr 1895 und der Einnahme von Ilorin im Jahr 1897 war die koloniale Kontrolle im gesamten Yorubaland fest etabliert.
1887 legte Captain Maloney, der Gouverneur, den Royal Botanic Gardens, Kew, einen Bericht vor, in dem er Pläne für eine Botanische Station in Lagos vorstellte, mit dem Ziel, einheimische Bäume und Pflanzen von kommerziellem Wert zu entwickeln. 1889 war Kautschuk in der Kolonie eingeführt worden und versprach hervorragende Erträge und Qualität. In einem Bericht aus diesem Jahr wurden weitere Produkte beschrieben, darunter Gummi und Kokosnussöl, für die eine kleine Zerkleinerungsanlage vielversprechend war, sowie verschiedene Fasern, Rotholz, Borholz und Indigo, denen ebenfalls ein großes Potenzial zugeschrieben wurde.
William MacGregor, Gouverneur von 1898 bis 1903, leitete eine Kampagne gegen die weit verbreitete Malaria ein, indem er die Sümpfe trockenlegte und die Moskitos, die für die Verbreitung der Krankheit verantwortlich waren, so weit wie möglich vernichtete. Der nach MacGregor benannte Kanal trennte die Stadtteile Ikoyi und Onikan von Lagos Island ab. Dieses hatte dadurch nur noch 3 km2 Fläche anstatt, wie zuvor, 7 km2.

### Verwaltung, zaghafte Demokratisierung
Bei der Gründung der Kolonie im Jahr 1861 wurde ein kleiner gesetzgebender Rat eingerichtet, dessen vorrangige Aufgabe darin bestand, den Gouverneur zu unterstützen und zu beraten, der jedoch keine formellen Befugnisse besaß und der bis 1922 beibehalten wurde. Die Mehrheit der Mitglieder waren Kolonialbeamte. 1863 erließen die Briten die Lagos Town Improvement Ordinance mit dem Ziel, die physische Entwicklung der Stadt und des umliegenden Gebiets zu kontrollieren.
Gouverneur Freeman, versuchte zu verhindern, dass Robert Campbell, ein Jamaikaner halb schottischer, halb afrikanischer Abstammung, in der Kolonie eine Zeitung gründete. Er hielt sie für ein „gefährliches Instrument in den Händen von halbzivilisierten Negern“. Die britische Regierung stimmte dem nicht zu, und die erste Ausgabe des Anglo-African erschien am 6. Juni 1863. Zuvor, im Jahr 1854, hatte es bereits eine Zeitung gegeben, die als die erste nigerianische Zeitung bezeichnet werden kann: Iwe Iroyin Yoruba fun awon Egba ati Yoruba.

Die Verwaltung wurde 1866 mit derjenigen von Sierra Leone zusammengelegt und 1874 an die Goldküste verlegt. Die Eliten von Lagos setzten sich intensiv für die Wiederherstellung der Autonomie ein. 1886 wurde Lagos unter Gouverneur Cornelius Alfred Moloney zu einer von der Goldküste getrennten Kolonie. Der gesetzgebende Rat der neuen Kolonie setzte sich aus vier offiziellen und drei inoffiziellen Mitgliedern zusammen. Gouverneur Moloney ernannte zwei Afrikaner als inoffizielle Vertreter: den Geistlichen und späteren Bischof James Johnson und den Händler Charles Joseph George.

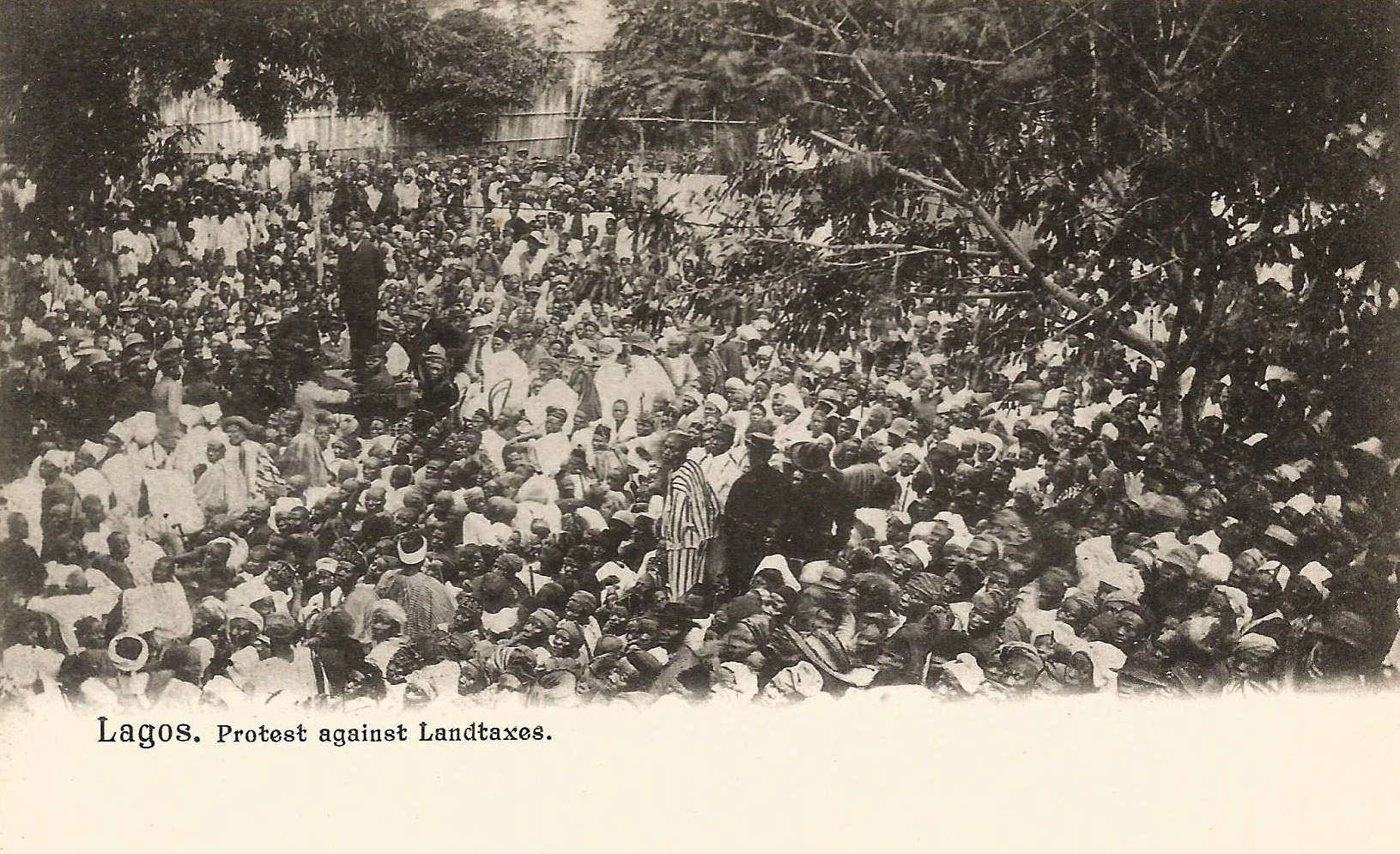
(Erfolgreicher) Protest gegen die Landsteuer 1895

### Mündig werdende „Untertanen“, Zensur
Als 1895 der Gouverneur eine Haus- und Grundsteuer für die Einwohner von Lagos vorschlug, zogen daraufhin etwa 500 Bürger von Lagos zum Government House, um ihren entschiedenen Widerstand zu demonstrieren, so dass die Steuer nie durchgesetzt wurde. Die zweite Protestwelle, die Ende 1907 und Anfang 1908 auftrat, wurde durch die Enteignung von Grundstücken auf der Insel Lagos durch die Regierung im Rahmen der Land Acquisition Ordinance ausgelöst, um Standorte für Dienstwohnungen zu schaffen. Die daraus resultierende Unzufriedenheit der Bevölkerung wurde in einer Petition an den Staatssekretär für die Kolonien zum Ausdruck gebracht. In einem Bericht heißt es: „Die Eingeborenen sprechen offen davon, den Handel zu stoppen, um dem Gouverneur zu zeigen, wie sehr sie ihn ablehnen. Mehrere Massenversammlungen wurden in Lagos abgehalten, und die Menge ging so weit, Steine auf die Häuser entlang der Front (Marina) zu werfen und in einem Fall einen europäischen Händler von seinem Fahrrad zu zerren ....es sind nicht nur die Regierungsbeamten, die daran beteiligt waren, sondern jeder Weiße in der Kolonie... Die Eingeborenen fangen an zu sehen, dass sie es sind, die das Geld aufbringen, um all diese feinen Paläste zu bauen....die Leute schauen auf ihre eigenen armen kleinen Hütten neben den palastartigen Gebäuden der Europäer und fragen sich, wie lange und wie weit diese Sache gehen soll....“

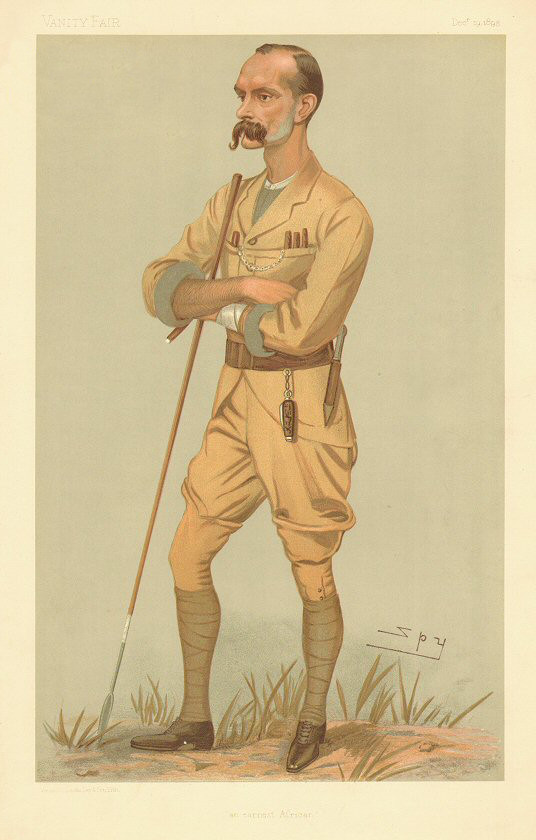
Karikatur von Gouverneur Lugard, 1895, Titel: „An earnest African“

1897 brach in der Kolonie ein großer Streik aus, der als „erster großer Arbeiterprotest“ in der Geschichte Afrikas bezeichnet wurde.
1901 wurde der erste qualifizierte afrikanische Rechtsanwalt der Kolonie, Christopher Sapara Williams, in den Legislativrat berufen, dem er bis zu seinem Tod im Jahr 1915 angehörte.
Im Jahr 1903 arbeitete die Verwaltung von Gouverneur MacGregor eine Zeitungsverordnung aus, die angeblich die Veröffentlichung von Verleumdungen verhindern sollte. George, Williams und Johnson, die drei nigerianischen Ratsmitglieder, lehnten diese Verordnung mit der Begründung ab, dass sie die Pressefreiheit einschränken würde. George sagte: „Jedes Hindernis für die Veröffentlichung von Zeitungen in dieser Kolonie bedeutet, dass Lagos in die Lage von vor vierzig oder fünfzig Jahren zurückgeworfen wird“. Trotz dieser Einwände wurde die Verordnung als Gesetz verabschiedet.

### Kolonisierung des Hinterlandes
Die zentrale Bedeutung von Lagos für Nigeria geht auf General Lugard zurück, der nach 1900 mit britischen Truppen weit nach Norden vorrückte und als Gouverneur Lagos zur Hauptstadt des Südens und später des ganzen Landes machte.
1906 wurde Lagos mit dem Protektorat Südnigeria zusammengelegt und wurde dessen Hauptstadt. Für Lagosianer bedeutete dies, dass sie nun nicht mehr britische Bürger mit einklagbaren Rechten waren, sondern im Vergleich zu Europäern Untertanen zweiter Klasse, wie bereits die anderen Nigerianer.
In Lekki, in der Nähe von Lagos, fand die Nigerian Bitumen Corporation unter dem Geschäftsmann John Simon Bergheim bei Probebohrungen 1908 Öl.

### Modernisierung

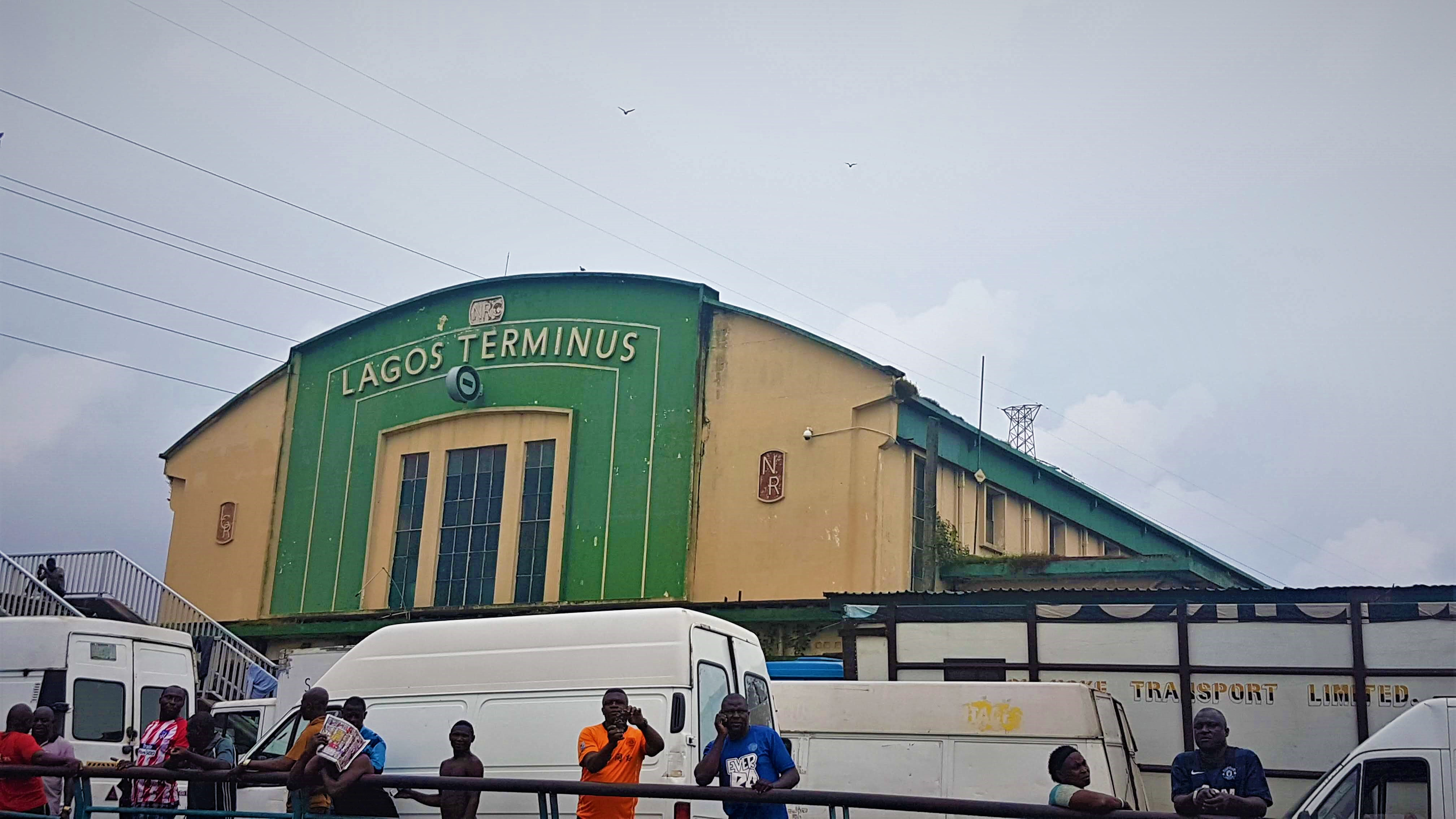
Gebäude des alten Hauptbahnhofs aus den 40er Jahren (heute Güterbahnhof Iddo)

Die Lagos Government Railway begann 1896 mit dem Bau einer Kapspur-Eisenbahnlinie von Lagos nach Ibadan, die am 4. März 1901 eröffnet wurde. Die Strecke wurde später über Oshogbo, Ilorin, Kaduna, Zaria und Kano bis nach Nguru verlängert, was einer Gesamtlänge von etwa 1360 km entsprach. Ab 1902 betrieb die LGR auch die Lagos-Dampfstraßenbahn.
Telefonkabel, die Lagos mit London verbanden, waren bereits 1886 eingerichtet worden.
Die Elektrifizierung wurde in Lagos am 19. September 1898 durchgeführt, 17 Jahre nach ihrer Einführung in England. Die Gesamterzeugung betrug damals 60 Kilowatt (kW). Die Stromleitung versorgte den Yachthafen von Lagos („Marina“) vom Regierungsgebäude bis zur Nordseite der Insel.
1901 wurde die erste Brücke zwischen der Insel Lagos und dem Festland errichtet, die nach dem Gouverneur von 1891 bis 1898 benannte Carter-Bridge.
Seit 1909 bereitet das King's College in Lagos Abiturienten auf das Studium in Großbritannien vor. Es war zu diesem Zeitpunkt die erste Ausbildungsinstitution im tertiären Bildungsbereich.
1913 wurde der Hafen Lagos in Betrieb genommen.

### 1914–1939
Am 1. Januar 1914 wurden Nordnigeria und Südnigeria zu einem einzigen Staat, der „Colony and Protectorate of Nigeria“, vereinigt; Lagos wurde zur Hauptstadt. Die Briten regierten Nord- und Südnigeria jedoch auf unterschiedliche Weise, was sich bis heute auswirkt. Im Norden wurde eine „indirekte Herrschaft“ („Indirect Rule“) praktiziert, die die traditionellen, teilweise jahrhundertealten Herrschaftsstrukturen weitgehend intakt ließ. Im Süden, wie in Lagos, herrschten die Briten direkt und versuchten, den Einheimischen europäische Errungenschaften zu vermitteln. Dazu gehört der „Nigerian Council“ der Clifford-Verfassung von 1922, eine Art Parlament mit 46 Vertretern, darunter vier Einheimische, darunter wiederum drei aus Lagos. Nordnigerianer waren nicht vertreten.
In den 20er Jahren entwickelte sich Lagos zum Zentrum des Antikolonialismus, von Parteien wie der Nigerian National Democratic Party, dem Nigerian Youth Movement und dem National Council of Nigeria and the Cameroons und der Gewerkschaften.
Der Ausbruch der Beulenpest war ein Einschnitt in der Geschichte von Lagos. Der Ausbruch, der 1924 begann und bis 1931 andauerte, war für insgesamt 1.947 Fälle und 1.813 Todesfälle verantwortlich, was einer Sterblichkeitsrate von 94,02 % entspricht. Die Epidemie war im Hafen von Lagos ausgebrochen. Die seit Juli 1924 laufende Impfkampagne war die erste Nigerias.
1931 wurde die erste Gewerkschaft Nigerias, die der Eisenbahnarbeiter, vom Dreher Michael Imoudu gegründet. 1939 wurden Gewerkschaften von der Kolonialverwaltung per Dekret erlaubt, Imoudu 1943 jedoch verhaftet. Die Eisenbahnergewerkschaft galt als die militanteste „workers union“ Nigerias. Imoudu blieb bis 1945 unter Hausarrest.

### Ausbildung
1930 wurde mit der Yaba Medical School die erste medizinische Institution im tertiären Bildungsbereich gegründet. Studenten aus Nigeria, Ghana, Sierra Leone und Gambia konnten hier ein Diplom als medizinischer Assistent erwerben.

### Postschiffverbindung, „Boat Express“

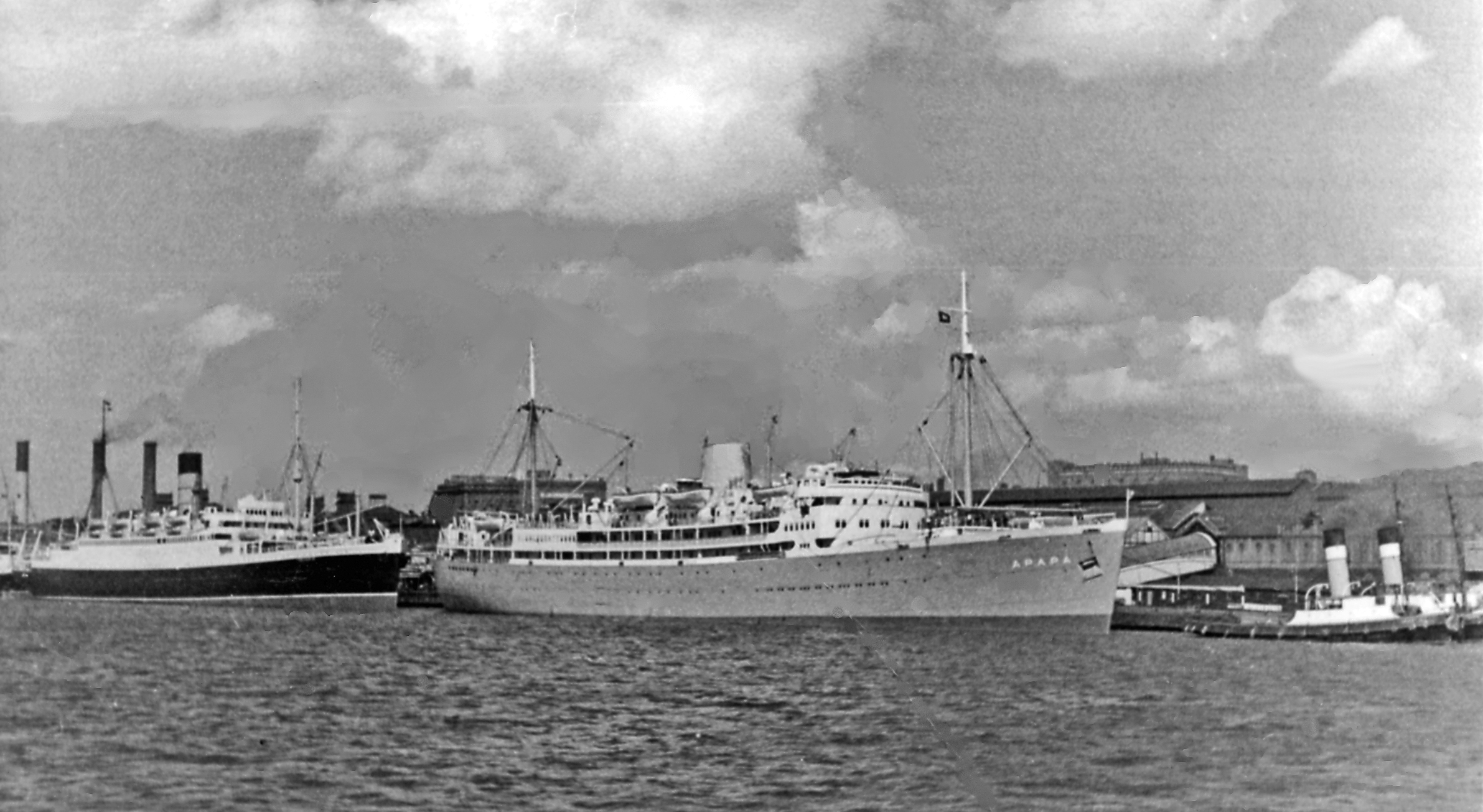
Postdampfer MS Apapa im Streckendienst zwischen Liverpool und Lagos/Calabar/Fernando Po (Bild von 1950)

Seit dem 1. Februar 1914 lief ein regelmäßiger Postschiffdienst zwischen Lagos und Großbritannien (Liverpool). Der erste Postdampfer dieser Linie war die S/S Akoko. Der Kontakt der Kolonie Nigeria mit Großbritannien wurde vor dem Beginn des Luftverkehrs (1945) überwiegend mit solchen Postschiffen aufrechterhalten. Einmal im Monat legte in der Hauptstadt Lagos/Apapa und in Calabar/Port Harcourt ein Postdampfer der Elder Dempster Gesellschaft aus Liverpool an. Dies waren nach 1927 wechselweise die MS Apapa und ihr Schwesterschiff, die MS Accra. Neben Briefen und Paketen transportierten diese auch Cargo und ca. 100 Passagiere und machten auch in Gambia, Sierra Leone, Liberia und der Goldküste (Ghana) Halt. Auf diese Weise gelangten Kolonialbeamte, Offiziere der Kolonialarmee, Geschäftsreisende und Globetrotter in die westafrikanischen Kolonien des Commonwealth b.z.w. nach Hause. Reisende von Postdampfern konnten im Hafen Apapa von Lagos den nebenan wartenden „Boat Express“ besteigen und innerhalb von 43 Stunden in Schlaf- und Speisewagen Kano im äußersten Nordnigeria erreichen. Solche Passagiere waren überwiegend die Offiziere der Kolonialarmee im Erste-Klasse-Abteil.
1935 erreichte das Eisenbahnnetz im kolonialen Nigeria seine maximale Ausbreitung. Es umfasste zu diesem Zeitpunkt 3.056 km Schienen. 1916 hatte eine 550 m lange Eisenbahnbrücke über den Niger und 1932 (oder 1934) eine Brücke über den Benue-Fluss die drei Teile des Schienennetzes miteinander verbunden. 179 Strecken- und 54 Rangierlokomotiven waren im Einsatz. Die Wartungs- und Reparaturwerkstatt in Lagos beschäftigte 1.500 Einheimische.
Abiturienten konnten sich in sechsjährigen Lehrgängen – in denen sie z. B. in der obigen Werkstatt und in der Konstruktionsabteilung mitarbeiteten – von der Eisenbahngesellschaft zu Lokführern oder Technikern ausbilden lassen. Sie „werden durch eine Eignungsprüfung ausgewählt und treten für acht Monate in die Ausbildungsschule ein, in der sie einen Teil der Zeit mit der Reinigung von Motoren beschäftigt sind. Die zweite Stufe besteht aus sechs Monaten in der Montagehalle und sechs Monaten bei den Monteuren im Lokschuppen. In der dritten Stufe arbeiten sie als Heizer im Rangierdienst oder auf Vorortzügen. In der vierten Stufe sind sie Heizer auf der Hauptstrecke. In der fünften Stufe fahren sie Rangierlokomotiven. In der sechsten Stufe arbeiten sie als Lokführer in langsamen Güter- und Vorortzügen. Die Ausbildung dauert mindestens sechs Jahre. Nach Ablauf dieser Zeit kann man, wenn man gute und nachhaltige Fortschritte gemacht hat, zum Triebfahrzeugführer im Fernverkehr befördert werden.“
Während dieser Ausbildung wurden die „Azubis“ bezahlt und erhielten nach Abschluss der Ausbildung 480 £ Jahresgehalt (nach heutigem Geldwert etwa 48.000 Euro, deutlich mehr als das heutige nigerianische Durchschnittseinkommen). Für die Lehrgangsteilnehmer in Lagos hatte die Eisenbahngesellschaft eigens eine ausrangierte, aber noch funktionstüchtige 0-6-0-Dampflokomotive im Wert von 4 Mio. £ (nach heutigem Geldwert) bereitgestellt, anhand der sie deren Funktionsweise erlernen konnten.

### Zweiter Weltkrieg

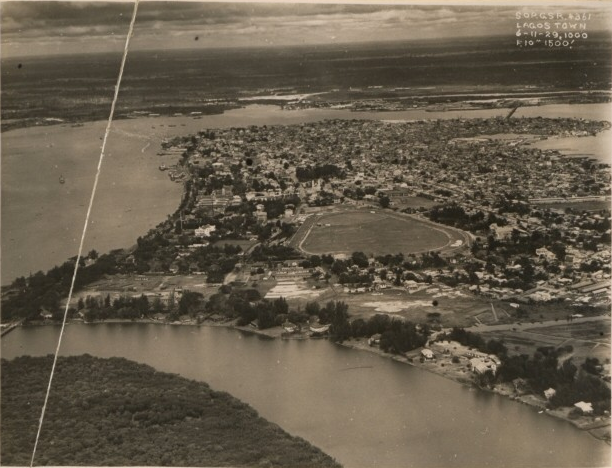
Luftaufnahme von Lagos 1929, im Vordergrund der Five Cowries Creek

Da das vom Vichy-Frankreich beherrschte Dahomey nur 50 km von Lagos entfernt lag, fürchtete der populärjournalistische West African Pilot einen für heutige Vorstellungen nur schwer nachvollziehbaren „Nazi-Bombenangriff auf Lagos“. Die Verwendung von Giftgas durch die Italiener im Abessinien-Krieg seit 1935 machte schließlich deutlich, dass die Achsenmächte den Krieg tatsächlich in ganzer Härte in weit entlegene Kolonien tragen konnten.
Lagos verfügte bei Kriegsanfang über keinerlei Verteidigungsmittel. Der Hafen wurde darum bald durch eine Küstenverteidigungsbatterie mit drei Wachen, die jeweils aus drei Abteilungen und zwei Bren-Gewehren bestanden, und einen vorgeschobenen Beobachtungspunkt einschließlich eines Maschinengewehrpostens am Ende der Westmole verteidigt. Zu den weiteren Verteidigungsmaßnahmen gehörten die Aufrechterhaltung der Lagos Defence Force und eine Marine-Freiwilligentruppe.
Im Zweiten Weltkrieg, 1942, spielte Lagos eine Rolle bei der „Operation Postmaster“. Auf abenteuerliche Weise kaperten britische Spezialagenten auf der nahegelegenen, aber spanischen und damit neutralen Insel Bioko italienische und deutsche Versorgungsschiffe für U-Boote im Südatlantik und brachten sie in den Heimathafen Lagos. Der Vorfall – bei dem kein Schuss fiel – führte beinahe zum Kriegseintritt Franco-Spaniens an der Seite des Dritten Reiches und des faschistischen Italiens.
In drei Krankenhäusern von Lagos wurden alliierte Soldaten aus afrikanischen und asiatischen Kriegsschauplätzen gepflegt, vor allem Soldaten der West African Frontier Force (WAFF). Die Kolonialregierung hatte zuvor bereits eine Ausbildungskampagne für Krankenschwestern eingeläutet.

### Vor der Unabhängigkeit Nigerias
1945 wurde zu einem 45 Tage dauernden Generalstreik in Lagos aufgerufen.
Zu Protesten führte in den Jahren von 1956 bis 1959 der Plan der Behörde für die Entwicklung von Lagos (LEBD), 200.000 Menschen nach Surulere auf dem Festland umzusiedeln, um auf Ikoyi und Victoria Island eine Zone für Europäer und hohe Funktionäre zu schaffen.

## Lagos als Hauptstadt Nigerias
Lagos erlebte in den 1960er und 1970er Jahren infolge des nigerianischen Wirtschaftsbooms ein rasches Wachstum.
1970 erreichte die Einwohnerzahl von Lagos die 1-Million-Marke.

### Erstes Telefongespräch von Regierungschefs via Satellit
Am 23. August 1963 führten der amerikanische Präsident Kennedy und der nigerianische Ministerpräsident Balewa das erste Telefongespräch zwischen Regierungschefs, das über einen (geosynchronen) Satelliten übertragen wurde. Dies geschah mittels der 9 Meter breiten Antenne der USNS Kingsport, die zu diesem Zeitpunkt im Hafen von Lagos lag.

### Aufspaltung in 16 selbstverwaltende Stadtteile
Vor der Gründung des Bundesstaates Lagos am 27. Mai 1967 wurde Lagos, die Hauptstadt des Landes, direkt von der Bundesregierung als Bundesgebiet durch das Bundesministerium für Lagos-Angelegenheiten verwaltet, während der Lagos City Council (LCC) die Stadt regierte. Lagos wurde schließlich zusammen mit den Städten der damaligen Westregion (Ikeja, Agege, Mushin, Ikorodu, Epe und Badagry) in den Bundesstaat Lagos eingegliedert, der in die heutigen sieben Local Government Areas (LGAs) aufgeteilt wurde, während die anderen Städte heute 16 LGAs im Bundesstaat bilden.

### Musikindustrie, McCartney's „Band on the Run“

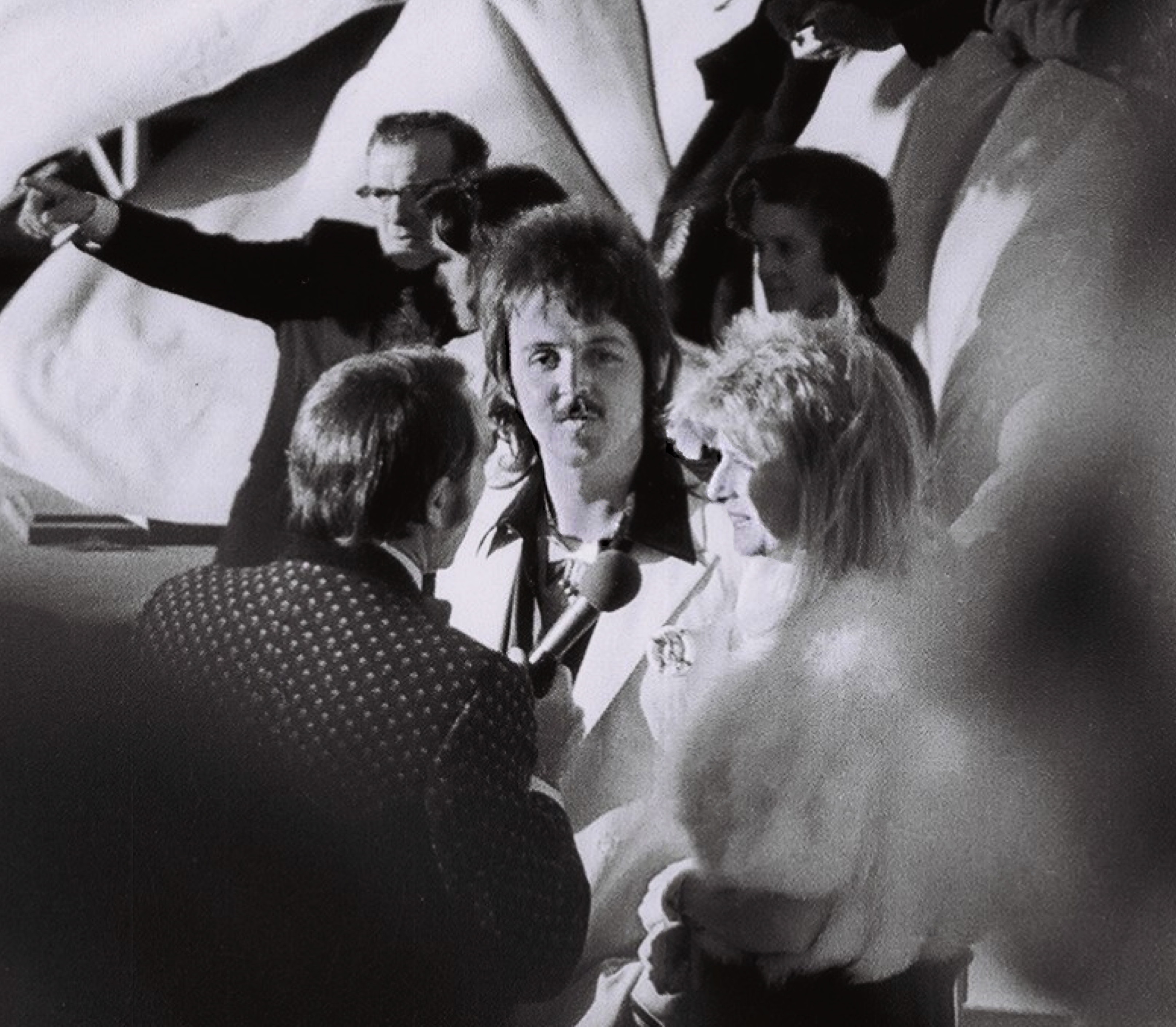
Paul und Linda McCartney 1973

Seit den siebziger Jahren ist Lagos ein Zentrum der Musikindustrie. Auch internationale Stars wie Beyoncé nehmen ihre Hits in Lagos auf.
Vorreiter in dieser Hinsicht war Paul McCartney, der von August bis Oktober 1973 mit seiner damaligen Band Wings das Album „Band on the Run“ im EMI-Studio an der Wharf Road von Apapa, Lagos, aufnahm. Der Ex-Beatle erhoffte sich unter anderem Inspiration vom exotischen Standort. McCartney traf während der Aufnahmen Fela Kuti, der ihm in seiner Musikkneipe African Shrine „Why black man dey suffer“ vorspielte. McCartney bezeichnete 2013 dies als „einer der beeindruckendsten Momente in meinem Leben“. „Band on the Run“ ist bis heute (2023) McCartney's erfolgreichstes Album, das auch von Kritikern gepriesen wird. (Das Studio an der Wharf Road 7 wurde 1981 verkauft, umgestaltet und ist heutzutage (2023) eine Bankfiliale. Den African Shrine gibt es weiterhin.)

### Die Zementarmada
Eines der seltsamsten Kapitel in der Geschichte von Lagos ist das der „Zementarmada“. Aufgrund von Korruption und Inkompetenz der Zentralregierung unter General Gowon lagen 1974 Hunderte von Schiffen mit bestellten Zementlieferungen – immerhin die Hälfte des Weltangebots – vor dem Hafen der Stadt, was zu chaotischen Szenen führte.

### Ermordung des „nigerianischen Kennedy“
Am 13. Februar 1976 fuhr der Nachfolger von Gowon, der sehr beliebte Murtala Muhammed, in seinem ungepanzerten Mercedes-Benz 230.6 und ohne Begleitung von Leibwächtern o. ä. zur Arbeit in den Dodan Barracks, seinem „Regierungssitz“. Kurz nach 8 Uhr morgens fuhr sein Wagen langsam durch den berüchtigten Lagos-Verkehr, als in der George Street in Ikoyi eine Gruppe von Soldaten aus einer Tankstelle auftauchte, das Fahrzeug überfiel und den unbewaffneten Muhammed ermordete. Murtala Muhammed wurde nur 37 Jahre alt, er war keine sieben Monate im Amt. Der Murtala Muhammed International Airport in Lagos ist nach dem immer noch populären Militärherrscher benannt, der auch (wenig zutreffend) als „nigerianischer Kennedy“ bezeichnet wird.
Nachfolger wurde Olusegun Obasanjo, der Nigeria zurück in die Demokratie führte.

### Volkswagenwerk in Lagos
Die Volkswagen of Nigeria begann am 21. März 1975 die Montage des VW 1300 in Lagos. 1976 stellte sie über 16 000 Fahrzeuge her, darunter den Passat und den Audi 100. Auf Nigerias Devisenmangel reagierte die Shagari-Regierung 1982 mit Einfuhrbeschränkungen, die die Produktion in Lagos in den achtziger Jahren behinderten.
Im März 1990 entschloss sich der Volkswagen-Konzern zum Rückzug aus dem Nigeria-Geschäft. Die 1992 aufgenommenen Verhandlungen über den Verkauf an eine nigerianische Unternehmensgruppe gelangten wegen innenpolitischer Machtkämpfe zu keinem Abschluss. 1994 zog Volkswagen die letzten deutschen Mitarbeiter ab. Seitdem ruhte die Produktion. Der Stadtteil, in dem das Produktionswerk lag, heißt weiterhin „Volkswagen“.

### FESTAC 77

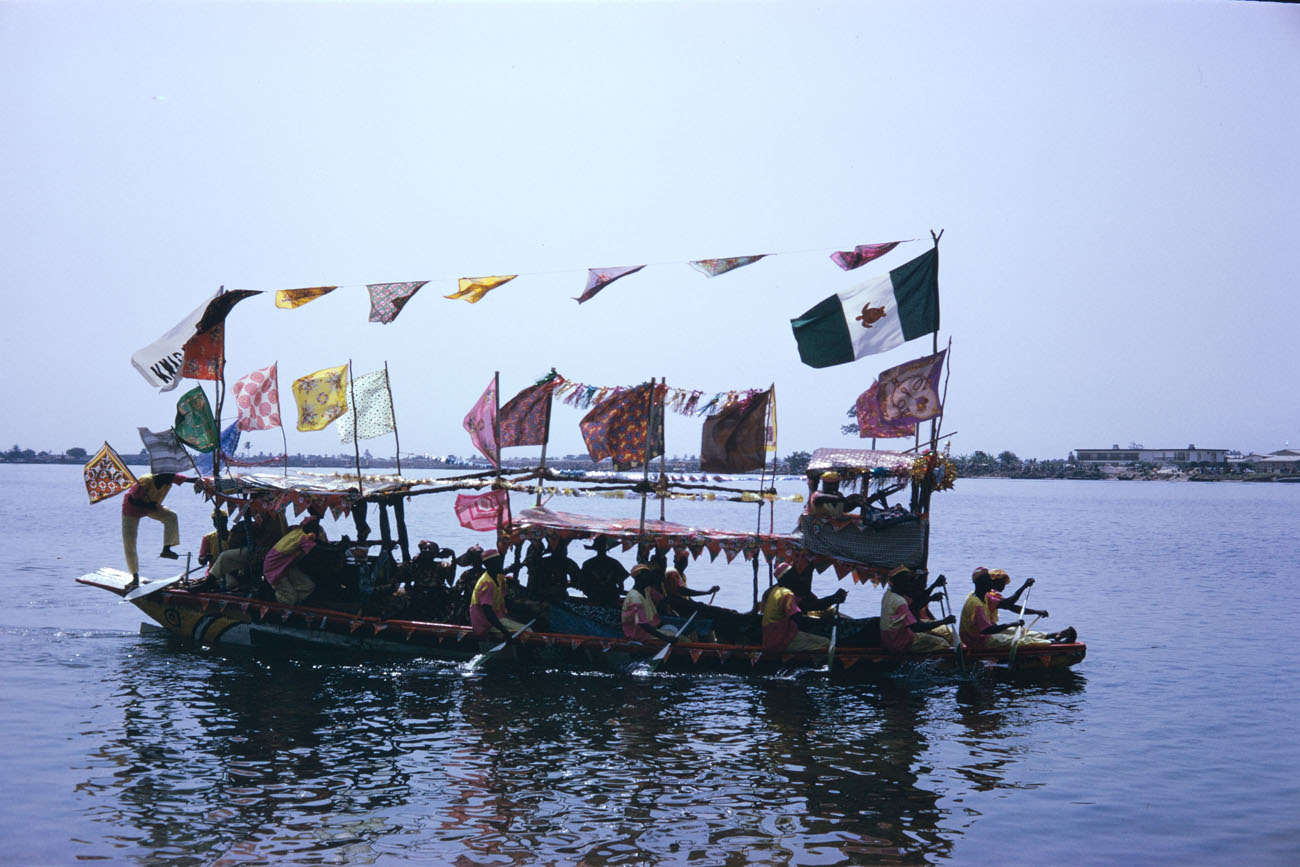
Regatta anlässlich der FESTAC 77 in Lagos 1977

Januar bis Februar 1977 fand in Lagos (und in Kaduna) das „Second World Black and African Festival of Arts and Culture“ (FESTAC) statt. FESTAC 77 ist mutmaßlich das größte kulturelle Ereignis, das im 20. Jahrhundert in Afrika stattfand. Es umfasste Veranstaltungen und Ausstellungen zu afrikanischer Kunst, Film, Musik, Literatur, Tanz und Religion. Das Gelände am Badagry Expressway im Westen der Stadt heißt auch heute noch „Festac town“.
Festac Town wird heutzutage mitunter euphemistisch als „Künstlersiedlung“ angepriesen, ist leider aber nur Beispiel fehlgeschlagener Stadtplanung. – Lagos hatte vor der Unabhängigkeit, wie dies in Kolonien üblich war, eine bewachte Siedlung für Weiße und ihre Dienstboten mit Villas und Herrenhäusern in diversen Baustilen. Die Hotels in diesem Stadtteil waren die besten der Stadt. – 1977 nutzte die Stadtverwaltung, wie oben beschrieben, das freigewordene Gelände für das Weltfestival für schwarze Kunst und Kultur („Festac“). Vielstöckige Sozialwohnungsblöcke (mit 5.000 Wohnungen) wurden in Festac Town errichtet und es wurde großzügig in die Infrastruktur des Stadtteils investiert. Die neuen Wohnungen wurden anschließend verlost, ohne die rechtlichen Grundlagen der entstandenen Eigentümergemeinschaften zu klären. Infolgedessen verfiel Festac Town durch mangelnde Wartung und Pflege. Bewohner von Lagos empören sich über den Zustand der Straßen, geborstene Abwasserleitungen, die maroden Absteigen, die Prostitution und die Kriminalität in Festac. Einzelne Residenzen aus kolonialer Zeit haben jedoch dem allgemeinen Trend widerstanden und werden gerne als Kulisse für Nollywood-Produktionen genutzt.

### Besuche von Jimmy Carter, Helmut Schmidt, Richard von Weizsäcker
Vom 31. März bis 3. April 1977 besuchte der damalige US-Präsident Jimmy Carter Lagos. Es ist bis heute der einzige Besuch eines US-Präsidenten in der Stadt (Stand 2023). Am 1. Juli 1978 folgte ihm der damalige deutsche Bundeskanzler Helmut Schmidt.
Im März 1988 beehrte der damalige Bundespräsident Richard von Weizsäcker die Lagunenmetropole.

### Nicht mehr Nigerias Hauptstadt
Lagos war bis 1976 sowohl Landes- als auch Bundeshauptstadt, bis die Hauptstadt des Bundesstaates nach Ikeja verlegt wurde. Lagos wurde während der nigerianischen Militärherrschaft in Mitleidenschaft gezogen, und am 12. Dezember 1991 wurde auch der Sitz der Bundesregierung offiziell nach Abuja verlegt. Lagos ist jedoch nach wie vor das Finanzzentrum des Landes und wuchs zum bevölkerungsreichsten Ballungsraum des Landes heran.

## Das neue Millennium

### Der Aufstieg von Nollywood
Nach 2000 entwickelte sich das Zentrum der nigerianischen Filmindustrie, die gemeinhin als Nollywood bezeichnet wird, im Stadtteil Surulere. Lagos selbst ist seitdem Drehort und Kulisse für viele Filme. Der 2016 gedrehte Film „Captain America: Civil War“ enthält eine Szene, die in Lagos spielt. Auch die spanische Polizeiserie „La unidad“ (2020–2023), das britische Drama „The last tree“ (2019) und das US-amerikanisch-spanische Drama „The Way, Chapter 2“ mit Martin Sheen (2023 noch in Entwicklung) nutzen Lagos als Drehort. Der Film „93 Tage“ (2016) mit Danny Glover ist eine auf Tatsachen beruhende Darstellung des Ebola-Ausbruchs 2014 in Lagos und wurde an Originalschauplätzen gedreht. Seit dem Erfolg des nigerianischen Thrillers „The Figurine“ konzentriert sich der nigerianische Film zunehmend auf hochwertige Produktionen, die auch kommerziell erfolgreich sind. Dies wiederum hat zu immer neuen Rekorden bei den Einspielergebnissen in Nigeria geführt (2009: „The Figurine“, 2013: „Half of a Yellow Sun“, 2016: „The Wedding Party“). Seit 2022 ist „Battle on Buka Street“ der erfolgreichste nigerianische Film. Die bitter-süße Komödie thematisiert die Rivalität zweier Freiluftköchinnen („Buka“) auf einer (fiktiven) Straße von Lagos.

### Besuch von Elisabeth II.
Im Dezember 2003 besuchte Elisabeth II. als Staatsoberhaupt der ehemaligen Kolonialmacht Großbritannien Lagos. Es war ihr erster Besuch nach Nigerias Unabhängigkeitserklärung 1960. Da bis 1999 in Nigeria Diktaturen vorherrschten, war ein früherer Besuch politisch nicht möglich.

### Unglücksfälle
Am 27. Januar 2002 kam es auf einem in der Stadt gelegenen Kasernengelände zu Explosionen. Nach Militärangaben war Ursache das Übergreifen eines Brandes von einem Straßenmarkt. Er führte zu etwa 30 Explosionen in einem Munitionsdepot, die sich auf angrenzende Gebäude auswirkten. Menschen flohen in Panik. Die vom Waffenarsenal ausgehende Katastrophe kostete mindestens tausend Menschenleben. Viele Familien wurden durch die Zerstörungen ihrer Häuser obdachlos. Auswirkungen ergaben sich in einem Umkreis von sieben Kilometern um den Explosionsherd. Viele Kinder ertranken auf ihrer Flucht in einem Abwasserkanal.
Im Jahr 2012 kamen 163 Menschen ums Leben, als eine McDonnell Douglas MD-83 in das Gebäude einer örtlichen Möbelfabrik und Druckerei stürzte.
Am 1. November 2021 kollabierte ein im Bau befindliches 21-stöckiges Hochhaus im wohlhabenden Stadtteil Ikoyi. Dabei wurden 44 Menschen getötet, darunter der Eigentümer und der Bauleiter, die zum Zeitpunkt des Zusammenbruchs entstandene Probleme in der Struktur vor Ort untersuchten. Laut Zeugenaussagen zeigte ein Pfeiler im ersten Stock Risse. Der Eigentümer, Femi Osibona, verlangte vom Bauunternehmer, diesen Pfeiler durch einen neuen, intakten Pfeiler zu ersetzen und bot den Bauarbeitern für die zusätzliche Arbeit Frühstück an. Kurz darauf sei das Gebäude zusammengebrochen. Die Baugenehmigung hatte nur 15 Stockwerke erlaubt und der ursprüngliche Bauunternehmer hatte sich ein Jahr zuvor wegen der bewussten Abweichungen vom Bauplan vom Projekt zurückgezogen. So habe man nach zwei baugleichen Gebäuden in direkter Nähe eine andere Betonmischung verwendet. – Die Baukatastrophe ist die größte ihrer Art in Lagos; mehrstöckige Gebäude brechen in der Millionenmetropole öfters zusammen, die Anzahl der Stockwerke und Todesopfer sind dabei aber um einiges geringer als im obigen Fall.

### 10-Millionen-Metropole, Gouverneur Fashola
2010 erreichte die Einwohnerzahl von Lagos die 10-Million-Marke.
Von 2007 bis 2015 wurde Lagos von Gouverneur Fashola verwaltet, einer der angesehensten Politiker Nigerias.

### Knappes Entrinnen: Ebola in Lagos

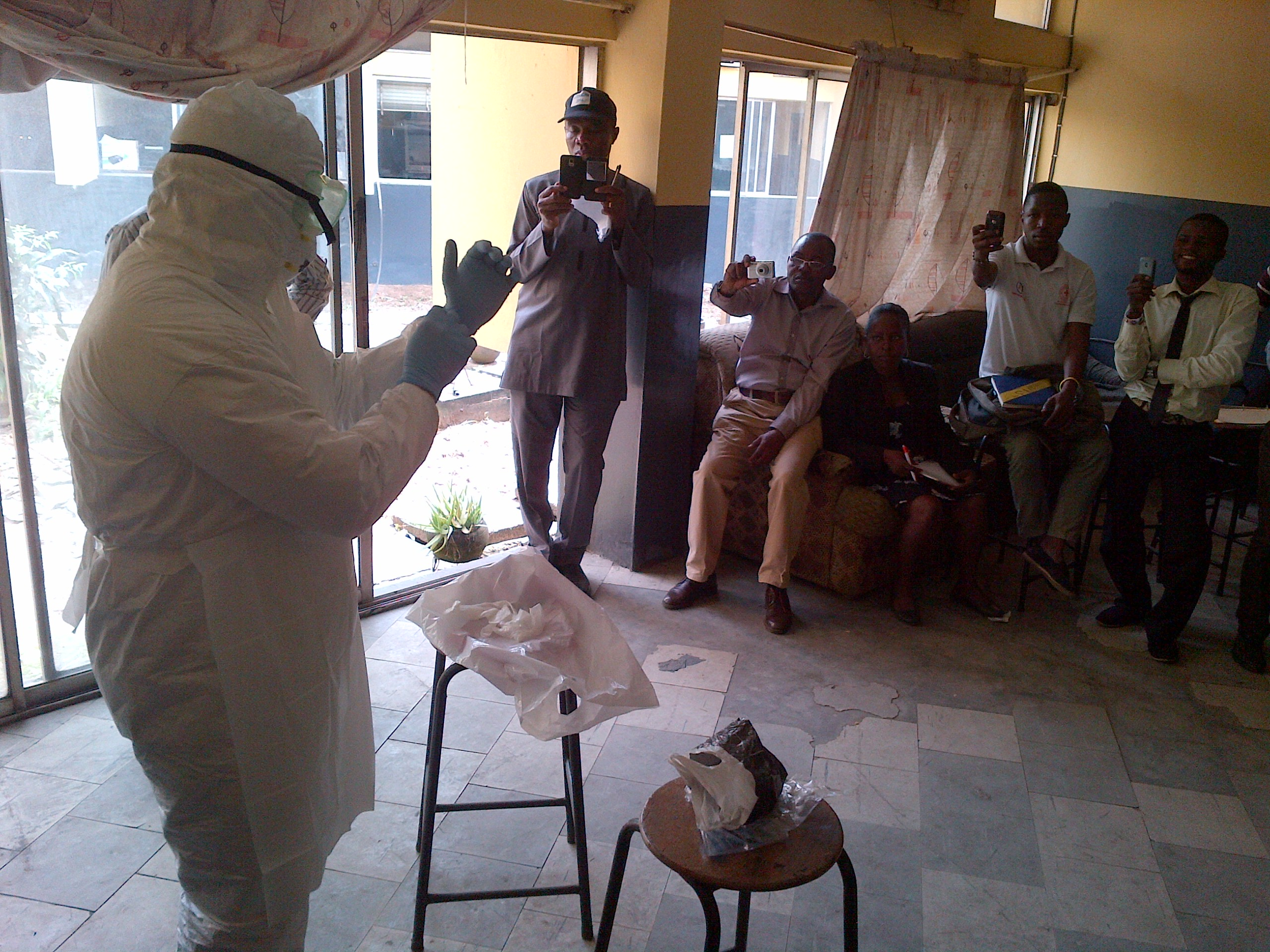
Das Center for Disease Control and Prevention leitet am Montag, den 11. August 2014, in Lagos eine Schulungsveranstaltung zur Ebola-Infektionskontrolle

Am 20. Juli 2014 kam ein mit Ebola infizierter Reisender aus Liberia auf dem Flughafen in Lagos an und wurde nach seiner Einlieferung in ein Privatkrankenhaus diagnostiziert. Dieser Patient hat möglicherweise 72 Personen am Flughafen und im Krankenhaus angesteckt. Der Patient starb am 25. Juli; bis zum 24. September gab es 19 im Labor bestätigte Ebola-Fälle und einen wahrscheinlichen Fall in zwei Bundesstaaten, wobei 894 Kontaktpersonen identifiziert und im Rahmen der Maßnahmen weiterverfolgt wurden. Nach dem 31. August traten keine neuen Fälle mehr auf. Die befürchtete Ausbreitung von Ebola in die Elendsviertel von Lagos blieb aus.
Die rasch eingerichtete Notfalleinsatzzentrale, die ein Incident Management System (IMS) zur Koordinierung der Maßnahmen und zur Konsolidierung der Entscheidungsfindung einsetzte, trug entscheidend dazu bei, den Ausbruch in Nigeria frühzeitig einzudämmen und ein Katastrophenszenario zu vermeiden.

### Zuckerberg-Besuch, 5 „Einhörner“
Am 30. August 2016 besuchte Mark Zuckerberg technologische Startups im Stadtteil Yaba, insbesondere CcHUB und den EDV-Ausbilder Andela. Bei seinem Überraschungsbesuch sprach Zuckerberg unter anderem mit Kindern, die während ihrer Sommerferien Programmiersprachen erlernen. Im Oktober 2017 gründete Facebook den ersten afrikanischen KMU-Rat in Nigeria, um kleine und mittelständische Unternehmen zu unterstützen.
Seit 2022 residieren fünf sogenannte Einhörner in Lagos, technologische Startup-Firmen mit einem Wert über 1 Mrd. US-Dollar. Dies entspricht München. Im restlichen Afrika gibt es nur zwei weitere solcher „Einhörner“.

### Freispruch im Anti-LGBT-Verfahren
Im Oktober 2020 wurden 47 Männer, die in einem Präzedenzfall nach der Gesetzgebung von 2014 angeklagt waren, freigesprochen. Die Männer waren im Dezember 2019 nach einer Razzia in einer von lokalen Männern besuchten Bar in Lagos verhaftet worden. Das Bundesgericht in Lagos sprach alle Angeklagten frei. Der Fall wurde abgewiesen, da die Staatsanwälte nicht zur Verhandlung erschienen waren und keine belastenden Zeugen gefunden werden konnten.
Verurteilungen gegen queere Menschen erfolgen dafür anhand der Scharia im Norden Nigerias. Noch 2022 wurden drei Männer von einem islamischen Gericht in Kano (Nordnigeria) verurteilt und anschließend gesteinigt. Touristen sollten die diesbezügliche Gesetzeslage in Nigeria auf jeden Fall sehr ernst nehmen.

### Das Massaker am Lekki Tollgate

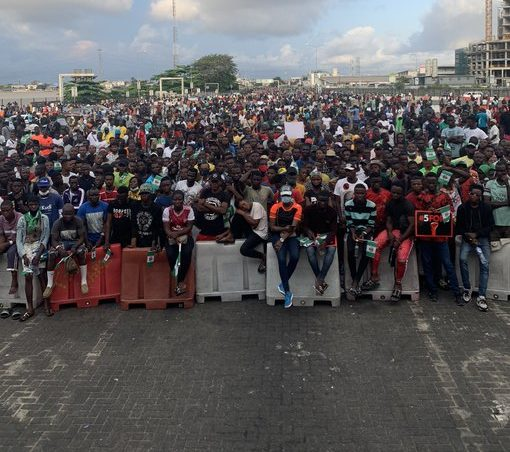
Demonstration gegen Polizeigewalt am Lekki Tollgate, Oktober 2020

Als nigerianische Antwort auf die US-amerikanische Black-Lives-Matter-Bewegung protestierten 2020 vor allem junge, höher gebildete Nigerianer gegen Polizeiübergriffe. Die Sondereinheit SARS (Special Anti-Robbery Squad) stand dabei besonders in der Kritik. Bei einer Demonstration im Oktober 2020 erschossen Sicherheitskräfte am Lekki Tollgate dutzende Teilnehmer. Die Regierung löste die SARS auf und versprach eine Verbesserung der Verhältnisse. Dabei muss bemerkt werden, dass der Informationsminister, Lai Mohammed, die Geschehnisse zuerst leugnete („Fake News“) und in den folgenden Wochen immer nur die Informationen bestätigte, die in den Medien seit dem letzten Dementi nachgewiesen worden waren (bekannt als Salamitaktik). Zentral bei der Aufdeckung der Tragödie waren die Videoaufnahmen, die die Protestteilnehmer mit ihren Smartphones gemacht hatten, sowie die Berichterstattung durch den Nachrichtensender CNN. Die Gruppe junger, städtischer und digital kompetenter Nigerianer unterstützte im Präsidentenwahlkampf 2023 nicht mehr die Fortschrittlichen, sondern formte den Gefolgschaftskern des Überraschungskandidaten Peter Obi.

### Infrastrukturmaßnahmen
Am 1. Juni 2013 weihte Gouverneur Fashola die Verbindungsbrücke zwischen der Halbinsel Lekki und dem Ortsteil Ikoyi auf der Insel Lagos ein. Die erste Schrägkabelbrücke Westafrikas wurde sofort zum Wahrzeichen der Stadt.
Im Januar 2023 wurde der neue Tiefseehafen Lekki eröffnet, der die zentraler gelegenen, aber überlasteten und flacheren Häfen Apapa und Tin Can Island entlasten soll.
Im Oktober 2023 begann die Landesregierung von Lagos mit dem Abriss von illegalen Neubauten, die die Regenwasserabfuhr der Stadt blockieren. Wenige Wochen zuvor noch standen zu Beginn der Regenzeit große Teile der Stadt unter Wasser. Viele Hauseigentümer verloren durch den Abriss ihres Heims nicht nur ihre Unterkunft, sondern auch ihr Erspartes und stehen vor dem Ruin.

#### Neuer Hauptbahnhof, profitabler Schienenbetrieb nach Ibadan
Am 10. Juni 2021 erhielt Lagos eine Standardspurbahnverbindung mit der drittgrößten Stadt Nigerias, Ibadan, einschließlich eines modernen Hauptbahnhofes, Mobolaji Johnson. Während in anderen afrikanischen Ländern südlich der Sahara Eisenbahnnetze aus der kolonialen Zeit weiterverwendet bzw. stillgelegt werden, baut Nigeria sein Schienennetz mit chinesischer Hilfe weiter aus. 2022 vermeldete die Nigerian Railway Corporation den profitablen Betrieb der Strecke Lagos-Ibadan trotz Einschränkungen wegen Covid.

#### Die S-Bahn
Am 4. September 2023 ging der erste Abschnitt der S-Bahn von Lagos, die „Blaue Linie“, in Betrieb. Am 13. Oktober elektrifizierte Betreiber Lamata den neuen Abschnitt und erhöhte die Anzahl der Fahrten am Tag von sechs auf 54. – Die „Blaue Linie“ ist in kurzer Zeit zu einem Stolz der Lagosianer geworden. Stadtgenossen, die ihren Abfall in einem Abteil auf den Boden werfen, werden von ihren Mitreisenden mitunter unsanft und lautstark korrigiert. In einem Vlog vom Mai 2024 ist dementsprechend trotz der intensiven Nutzung von 9 Monaten ein weiterhin guter Zustand der Abteile und S-Bahnhöfe zu erkennen (laut Vlogger Afam Orji keine Selbstverständlichkeit in Westafrika), der Endbahnhof Marina im Stadtzentrum hat mittlerweile einen Fastfood-Shop und die Waggons tragen inzwischen Werbeaufschriften einer Onlinebank.
Anfang 2024 wurde bekannt, dass die S-Bahn von Lagos in den ersten vier Monaten 583.000 Passagiere transportiert hat. Sie wäre damit der größte innerstädtische Schienendienstleister Afrikas.
Am 29. Februar 2024 wurde die Rote Linie der S-Bahn zwischen Agbado und Oyingbo am 29. Februar 2024 im Beisein des nigerianischen Präsidenten Tinubu eingeweiht. Der Betrieb soll Ende 2024 aufgenommen werden. Die Bautätigkeiten sind abgeschlossen, im Mai 2024 wird die Software installiert und getestet.

### Besuch von Olaf Scholz
Am 30. Oktober 2023 besuchte Olaf Scholz Lagos anlässlich eines Business Forums im Continental Hotel. Für die Lagunenstadt ist dies der erste Besuch eines amtierenden deutschen Bundeskanzlers seit 45 Jahren. Scholz traf dabei auch Nigerias Präsidenten Tinubu, wobei es u. a. um Migration und die Lieferung von Erdgas ging.

### Hochseilakt
Am 16. November 2023 überquerte der Este Jaan Roose 350 m auf einem Hochseil zwischen dem Sterling Tower und dem an Pier liegenden Onome Rig. Das Hochseil war dabei auch über eine intensiv befahrene Straße und die elektrifizierte S-Bahn gespannt.

### Bau einer Vielzweck-Arena
Am 24. Februar 2024 wurde auf Victoria Island der Grundstein für eine Vielzweck-Arena gelegt, die 12.000 Sitzplätze umfassen und der boomenden Unterhaltungsindustrie eine angemessene Bühne geben soll. Live Nation, die Oak View Group LLC, die Persianas Group und die Nigerian Sovereign Investment Authority (NSIA) bildeten dazu ein Konsortium, um die Arena zu errichten, die voraussichtlich im Dezember 2025 fertiggestellt sein wird. Die Arena wird eine Reihe von Aktivitäten bieten, die von Auftritten internationaler und nigerianischer Musikikonen bis hin zu Familienunterhaltung, Basketballspielen, UFC-Kämpfen, Boxkämpfen, WWE-Shows und vielem mehr reichen. Die Arena soll sich zu Afrikas führendem Ort für Live-Unterhaltung zu entwickeln. Jährlich sollen 200 Veranstaltungen stattfinden.

### Bau der Küstenautobahn Lagos-Calabar
Im Mai 2024 wurde mit dem Bau des 700 km langen „Coastal Highway“ von Lagos nach Calabar begonnen. Die Trasse wurde dabei wegen der dichten Bebauung der Metropole über den makellosen Atlantikstrand von Lekki gelegt, das bei Stadtgenossen beliebte Strandressort „Landmark Beach“ wurde zum Entsetzen vieler Lagosianer durch ein Abrisskommando in 6 Stunden zerstört.